# Arnold Westphal

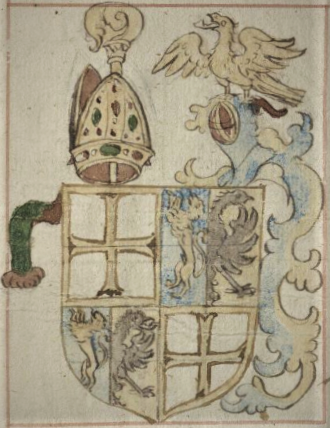
Bischofswappen Arnold Westphals, aus der Rehbein-Chronik

Arnold Westphal (* 1399 in Lübeck; † 31. Januar 1466) war zunächst Hochschullehrer, Rektor der Universitäten Erfurt, Leipzig und Rostock und ab 1450 der 22. Bischof von Lübeck.

## Biografie
Arnold wurde als Sohn des Lübecker Ratsherrn und Mitglieds der Zirkelgesellschaft Hermann Westphal († 1433) geboren. Sein Bruder Johann wurde 1461 Lübecker Bürgermeister.
Er studierte in den Jahren 1418 bis 1421 an der Universität Leipzig und schloss sein Studium dort mit dem Bachelor der Künste ab. Im gleichen Jahr setzte er seine Ausbildung an der Universität Rostock fort und promovierte dort als Lizenziat der Rechte. Im Studienjahr 1428/29 wurde er Rektor der Universität Erfurt und vertrat diese 1432 auf dem Konzil von Basel. In Erfurt promovierte er im Kirchenrecht. 1436 wurde Westphal Ordinarius für Kirchenrecht und Rektor der Universität Leipzig. 1443 erhielt er eine Berufung an die Universität Rostock und wurde dort zum Rektor gewählt. Vermutlich wurde er bereits 1444 zum Dechanten am Lübecker Dom gewählt. Seine Wahl zum Bischof dort erfolgte im Jahr 1449. Im folgenden Jahr wurde er geweiht.
Arnold Westphal war ein Vertrauter des letzten schauenburgischen Herzogs von Holstein Adolf VIII. und wurde vermittelnd beim Übergang Holsteins zu König Christian I. von Dänemark tätig. Die Hansestadt Lübeck wurde bei den Verhandlungen 1460 in Segeberg von seinem Bruder Johann Westphal und dessen Schwiegervater Wilhelm von Calven als Bürgermeister vertreten.
Bischof Arnold vermittelte weiter gemeinsam mit König Christian I. und dem Schweriner Bischof Werner Wolmers 1462 den Frieden im Lüneburger Prälatenkrieg um die Salzrechte in der Hansestadt Lüneburg.
Auch in Thorn vermittelte er 1465 zwischen dem Deutschen Orden und Polen. Der Zweite Frieden von Thorn wurde aber erst im Folgejahr nach Einschaltung weiterer päpstlicher Vermittler geschlossen.
Westphal wurde im Chor des Lübecker Doms begraben.